# Richard Lucian Page
Pour les articles homonymes, voir Page et Richard Page.
Richard Lucian Page (20 décembre 1807 – 9 août 1901) est un officier de la marine des États-Unis qui rejoint la marine des États confédérés et devient plus tard un brigadier général dans l'armée des États confédérés pendant la guerre de Sécession.

## Jeunesse
Richard L. Page naît dans le comté de Clarke, en Virginie, le 20 décembre 1807, fils de William Byrd Page (1768-1812) et d'Ann (Lee) Page (b. 1776). Il est un cousin du côté maternel du futur général confédéré Robert E. Lee et un cousin du côté paternel du poète Thomas Nelson Page. Un autre proche du côté maternel est Charles Lee, qui a été procureur général des États-Unis pendant l'administration de Washington et de l'administration  de John Adams. Il suit une scolarité dans les écoles communes dans le comté de Clarke et à Alexandria, en Virginie.

## Début du service militaire
Richard Lucian Page rejoint la marine des États-Unis comme aspirant le 12 mars 1824 et sa première affectation en 1824-1825 est à bord de l'USS John Adams dans l'escadron des Antilles de la marine des États-Unis dirigé par le contre-amiral David Porter. En 1825, il est affecté sur l'USS Brandywine et est avec l'équipage lorsqu'il transporte le général marquis de la Lafayette, de retour en France, sous le commandement du capitaine de la marine des États-Unis Charles Morris. Maintenant, en Europe, l'aspirant Page est affecté sur l'USS Constitution, où il sert avec ce navire de l'escadron de la Méditerranée de la marine des États-Unis jusqu'à ce qu'il retourne au port de Boston, au Massachusetts sur le jour de l'Indépendance le 1828.
L'affectation suivante de Page est sur l'USS Constellation, après avoir préparé son examen de marine. En 1830-1834, reçu aspirant et maître de voile Richard Page sert à bord de l'USS Concord avec l'escadron de la Méditerranée de la marine des États-Unis.
Le 26 mars 1834, Richard Page est nommé enseigne de vaisseau de la marine des États-Unis et est affecté sur l'USS Enterprise, qui part à l'étranger. Il est ensuite transféré de nouveau sur l'USS Ontario, puis sur l'Entreprise et enfin sur l'USS Peacock qui le ramène aux États-Unis d'Amérique en octobre 1837. Après son tour du monde-tour en service, l'enseigne de vaisseau Page obtient un congé de deux ans pour visiter l'Europe en 1837-1839.
Reprenant le service en 1839, Page sert au chantier naval de Gosport comme un officier d'ordonnance. Au cours de cette période de service à Norfolk, il épouse une femme de la région, Alexina Taylor, en 1841 ; ils ont quatre enfants. Après son service au chantier naval, il prend ensuite la mer à nouveau à bord de l'USS Macedonian pendant deux ans. En 1844-1845, il retourne dans l'escadron de la Méditerranée de la marine des États-Unis à bord de l'USS Fairfield. À son retour aux États-Unis en 1845, il sert sur l'USS Pennsylvania en cale au chantier naval de Norfolk de la marine des États-Unis.

## Guerre américano-mexicaine et suite
Au cours de la guerre américano-mexicaine de 1846-1848, il sert pendant deux ans comme lieutenant de vaisseau à bord de l'USS Independence. Ce navire sert de vaisseau amiral pour le commandant de l'escadron du Pacifique de la marine des États-Unis, le contre-amiral William Shubrick.
Après cette guerre, en 1849-1852, il retourne à un service dans l'ordonnance au chantier naval de la marine des États-Unis de Norfolk. Puis, en 1852-1854, le lieutenant de vaisseau Page sert en tant que commandant de l'USS Perry avec l'escadron d'Afrique de la marine des États-Unis. À son retour d'Afrique, Page revient à Norfolk, cette fois à titre de dirigeant et membre du conseil d'administration des retraites.
Le 14 septembre 1855, le lieutenant de vaisseau Richard Page est promu capitaine de frégate au cours de son service de 1854-1857 à Norfolk, en Virginie. En 1857-1859, le capitaine de frégate Page est avec l'escadron de l'Inde de l'est servant en tant que commandant de l'USS Germantown. Puis il retourne à Norfolk où il sert de 1859 à 1861.
Dès que le commonwealth de la Virginie fait sécession de l'Union, le capitaine de frégate Richard Lucian Page démissionne de son grade et de son poste, au chantier naval.

## Avec les confédérés
Maintenant, hors de la marine des États-Unis, Richard L. Page sert ensuite en tant qu'aide-de-camp naval du gouverneur de Virginie, John Letcher (en) avec des fonctions spéciales pour organiser un marine de l'État de Virginie. Alors qu'il est dans ce poste, Page supervise la construction de fortifications à l'embouchure du fleuve James ainsi que ceux sur la Rivière Nansemond et la rivière Pagan.
Le 10 juin 1861, Richard Page obtient une commission en tant que capitaine de frégate de la marine des États confédérés d'Amérique. Avant l'évacuation de Norfolk, en Virginie, il sert au chantier naval. Après avoir été promu capitaine de vaisseau de la marine confédérée un peu plus tard, Page part établir le dépôt de l'ordonnance et de la construction situé à Charlotte, en Caroline du Nord, qu'il dirigera en grande partie au cours de la période de 1861-1864. Pendant ce temps, de 1861-1864, cependant, il commande également brièvement les forces de la marine des États confédérés à Savannah, en Géorgie, et participe également à la bataille de Port Royal en novembre 1861, où il sert sur le CSS (Savannah), sous le commandement de la flotte du flag officer de l'escadron de la marine des États confédérés Josiah Tattnall.
Puis le 1er mars 1864, Richard Page quitte la marine des États confédérés pour rejoindre l'armée des États confédérés ; il obtient une commission en tant que brigadier général de l'armée des États confédérés. Il est ensuite affecté pour prendre le commandement des défenses extérieures que l'armée des États confédérés tient dans la baie de Mobile, en Alabama, et met en place son quartier général à fort Morgan.
Le brigadier général Page est au commandement de la garnison confédérée qui contrôle le fort Morgan, en Alabama, lors des attaques de l'Union contre la baie de Mobile. Le fort Morgan résiste à l'attaque de l'Union le 5 avril 1864, mais est assiégée le 9 avril.
Puis, le 8 août 1864, une force opérationnelle de l'Union forte de 10 000 hommes et 200 canons arrive pour défier les 400 hommes et 26 canons de la force confédérée de Page. L'état major de la force opérationnelle de l'Union convoque Page et lui dit de se rendre ; il répond qu'il va défendre le fort jusqu'à la fin. Les troupes fédérales déplacent ensuite leurs ouvrages plus près de l'ancienne forteresse pendant les deux semaines suivantes. Puis, le 22 août 1864, le feu des canons lourds de l'Union remplace le feu des canons plus légers des deux précédentes semaines. Pendant les 12 prochaines heures, 3 000 obus de l'Union sont tirés sur le fort. Ce barrage des canons de l'Union allume des incendies dans le fort et menacé de se propager à la poudrière confédérée, et donc les défenseurs mettent les barils de poudre dans les citernes. Le 23 août, le brigadier général Richard Lucian Page rend inconditionnellement le fort, parce que ses troupes n'ont pratiquement plus de la poudre à canon utilisable. Indigné, il brise son épée sur son genou au lieu de le donner aux fédéraux. La situation de Page empire encore quand il est soupçonné de destruction des munitions et des ouvrages à l'intérieur du fort, après avoir accepté de se rendre.
Il est arrêté par les autorités fédérales et emprisonné au fort Delaware sur Pea Patch Island jusqu'en septembre 1865.

## Après la guerre
Page retourne à Norfolk après la guerre, devenant finalement surintendant des écoles publiques de 1875 à 1883.
Il meurt à Blue Ridge Summit, en Pennsylvanie, le 9 août 1901 et est enterré au cimetière de Cedar Grove dans le comté de Norfolk, en Virginie.

## Honneurs
Dans Confederate Military History: Volume 3 Clement A. Evans, lui-même ancien brigadier général de l'armée des États confédérés, est allé jusqu'à écrire de la façon suivante à propos de la défense du fort Morgan dans le 22 et le 23 août 1864, « la défense du fort Morgan, sous le commandement du (brigadier) général Page, est l'un des plus célèbres cas d'héroïsme dans l'histoire de la guerre ».
L'USS Richard L. Page, une frégate de la classe Brooke construit pour la marine des États-Unis en 1965, a été nommé en son honneur.